# 山代町 (佐賀県)
山代町（やましろまち）は、佐賀県西松浦郡にあった町。現在の伊万里市の一部にあたる。

## 地理
- 海洋：伊万里湾[3]
- 河川：楠久川[4]、佐代川[5]、東分川[6]、西分川[7]
- 山岳：西岳山地[8]、人形石山[9]

## 歴史
- 1889年（明治22年）4月1日、町村制の施行により、西松浦郡久原村、峰村、楠久村、楠久津、福川内村、城村、立岩村、東分村、西分村、西大久保村が合併して村制施行し、西山代村（にしやましろむら）が発足[10][11]。旧村名を継承した久原、峰、楠久、楠久津、福川内、城、立岩、東分、西分、西大久保の10大字を編成[2]。
- 1904年（明治37年）産業組合の西山代西部信用組合設立[11]。
- 1936年（昭和11年）4月1日、西山代村が町制施行し名称を山代町に改称[1][2]。
- 1950年（昭和25年）大字楠久字鍵居を西松浦郡伊万里町に編入[2]。
- 1951年（昭和26年）大字西分で大規模な地滑の災害が発生した[7]。
- 1954年（昭和29年）4月1日、西松浦郡伊万里町、黒川村、波多津村、南波多村、大川村、松浦村、二里村、東山代村と合併し、市制施行し伊万里市を新設して廃止された[1][2]。合併後、伊万里市大字久原・峰・楠久・楠久津・福川内・城・立岩・東分・西分・西大久保となる[2]。

## 産業
- 農業、鉱業、漁業[2]
- 川南工業浦崎造船所[5]

### 炭鉱
- 久原炭坑（1963年閉山）[12]
- 向山炭坑[5]

## 交通

### 鉄道
- 1930年（昭和5年）鉄道省伊万里線（現松浦鉄道西九州線）久原駅[3]、楠久駅[13]、浦ノ崎駅[5]開設。